# Larus
Larus es un gran género de aves Charadriiformes de la familia Laridae que incluye la mayoría de las gaviotas.  Se distribuye mundialmente.
Son aves marinas de mediano a gran porte, típicamente grises o blancas, frecuentemente con marcas negras en la cabeza o en las alas. Tienen las patas palmeadas.

## Taxonomía

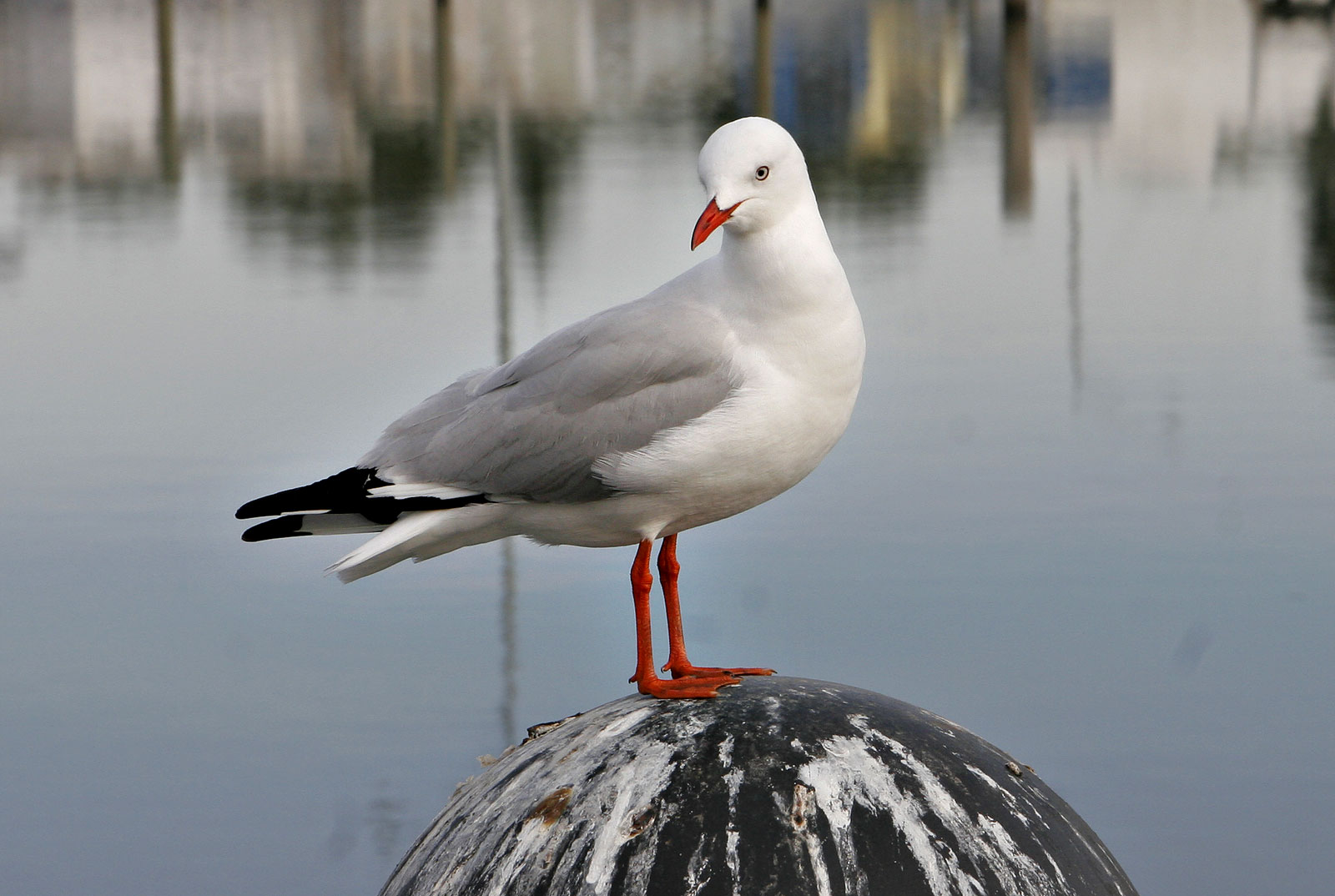
Larus novaehollandiae en Sale, Australia

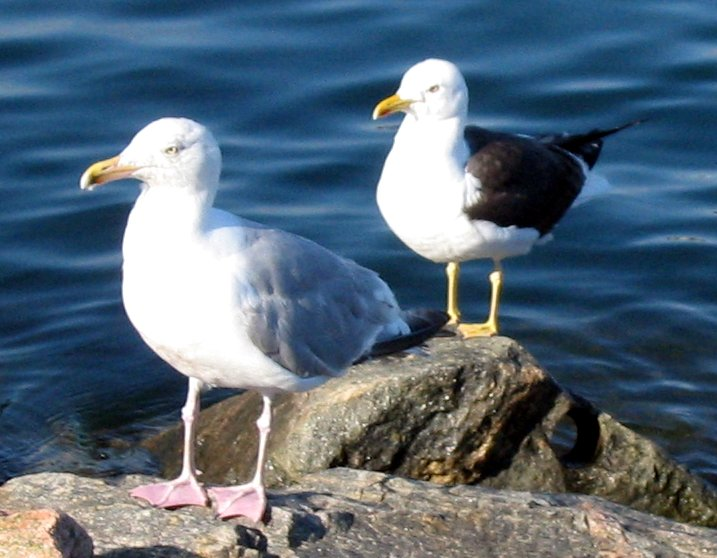
Larus argentatus (delante) y Larus fuscus (detrás) en Polonia; dos especies muy diferentes

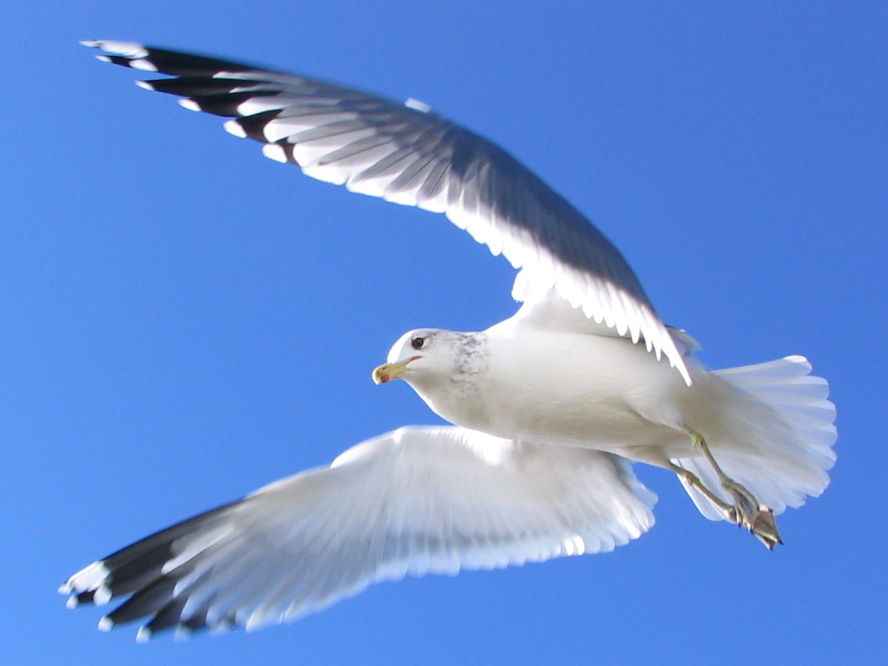
Larus californicus

La taxonomía de las grandes gaviotas en los complejos Larus argentatus y Larus fuscus es complicada, diferentes autoridades reconocen entre dos y ocho especies. 
- Larus pacificus, gaviota del Pacífico
- Larus belcheri, gaviota de cola negra, gaviota simeón o gaviota peruana
- Larus atlanticus, gaviota cangrejera o gaviota de Olrog
- Larus crassirostris, gaviota japonesa
- Larus heermanni, gaviota mexicana
- Larus canus, gaviota cana
- Larus delawarensis, gaviota de Delaware
- Larus californicus, gaviota californiana
- Larus marinus, gavión atlántico
- Larus dominicanus, gaviota cocinera o gaviota dominicana
- Larus glaucescens, gaviota de Bering
- Larus occidentalis, gaviota occidental
- Larus livens, gaviota de Cortés
- Larus hyperboreus, gavión hiperbóreo
- Larus glaucoides, gaviota groenlandesa
- Larus thayeri, gaviota esquimal
- Larus argentatus, gaviota argéntea
- Larus heuglini, gaviota de Heuglin
- Larus smithsonianus, gaviota argéntea americana
- Larus michahellis, gaviota patiamarilla
- Larus cachinnans, gaviota del Caspio
- Larus vegae
- Larus armenicus, gaviota armenia
- Larus schistisagus, gaviota de Kamchatka
- Larus fuscus, gaviota sombría
- Larus genei, gaviota picofina
- Larus fuliginosus,  gaviota negruzca

### Especies trasladadas a otros géneros
Algunas de las especies que hasta los primeros años del siglo XXI se incluían en Larus posteriormente pasaron a ser clasificadas en otros géneros.
Trasladadas al género Ichthyaetus
- Larus relictus
- Larus melanocephalus
- Larus audouinii
- Larus ichthyaetus
- Larus leucophthalmus
- Larus hemprichii

Trasladadas al género Hydrocoloeus
- Larus minutus, gaviota enana

Trasladadas al género Leucophaeus
- Larus scoresbii,
- Larus modestus,
- Larus atricilla,
- Larus pipixcan.

Trasladadas al género Chroicocephalus
- Larus brunnicephalus,
- Larus hartlaubii,
- Larus bulleri,
- Larus scopulinus,
- Larus saundersi,
- Larus novaehollandiae,
- Larus maculipennis,
- Larus serranus,
- Larus philadelphia,
- Larus ridibundus,
- Larus cirrocephalus.
- Larus serranus.

## Evolución
Se conocen fósiles de Larus desde el Oligoceno Superior o Mioceno Inferior, hace 23 millones de años, en que aparecen los 1.os fósiles en el Gro., pero sin certeza. La biogeografía de los registros fósiles sugieren que el género del Atlántico Norte, se desparramó en el Plioceno.
- Larus elegans (¿Oligoceno tardío?/Mioceno temprano de St-Gérand-le-Puy, Francia)
- Larus totanoides (¿Oligoceno tardío?/Mioceno temprano, sudeste Francia)
- Larus sp. (Grund Mioceno Medio, Austria)
- Larus sp. (Mioceno Medio,  Rumania) (Olson, 1985)
- Larus sp. (Mioceno Tardío/Plioceno Temprano, Lee Creek Mine, EE. UU.) - algunas spp. (Olson, 1985)
- Larus elmorei (Bone Valley Temprano/Medio Pliocen, sudeste EE. UU.)
- Larus lacus (Pinecrest Plioceno Tardío, sudeste EE. UU.)
- Larus perpetuus (Pinecrest Plioceno Tardío, sudeste de EE. UU.)
- Larus sp. (San Diego Plioceno Tardío, sudoeste EE. UU.)
- Larus oregonus (Late Pliocene - Pleistoceno Tardío, centro oeste EE. UU.)
- Larus robustus (Late Pliocene - Pleistoceno Tardío, centro oeste EE. UU.)
- Larus sp. (Lake Manix Pleistoceno Tardío, del oeste de USA)

En el Mioceno Temprano Larus desnoyersii (sudeste Francia) y Larus pristinus (John Day Formation, Willow Creek, USA) probablemente no estaban en ese géneros; (Olson, 1985).